# Рептилоиды на плоской Земле. Лженаука
«Рептилоиды на плоской Земле. Лженаука» — научно-популярная книга белорусского писателя Андрея Жвалевского 2019 года. Книга включает опровержения популярных псевдонаучных идей и теорий заговора. В 2020 году вошла в лонг-лист премии «Просветитель».
Темы, рассматриваемые в книге, включают возможность кремниевой жизни, торсионных полях и «плоской Земле», псевдонаучные опровержения закона всемирного тяготения или феномена тёмной материи.